# Conrad Kilian
 (mai 2017).
Si vous disposez d'ouvrages ou d'articles de référence ou si vous connaissez des sites web de qualité traitant du thème abordé ici, merci de compléter l'article en donnant les références utiles à sa vérifiabilité et en les liant à la section « Notes et références ».
Pour les articles homonymes, voir Kilian.
François-Théodore-Conrad Kilian est un géologue français né le 23 août 1898 au château des Sauvages, à Desaignes (Ardèche), et mort à Grenoble le 29 avril 1950. 
Il est connu pour son travail d'exploration du Sahara, y prédisant la présence de gisements d'hydrocarbures.

## Biographie
Il est le fils de Wilfrid Kilian, Alsacien installé à Grenoble après la guerre de 1870 qui fut un des pionniers de la géologie alpine, et de Ammie-Anna Boissy d'Anglas, petite-fille du conventionnel François-Antoine de Boissy d'Anglas, et arrière-petite-nièce du paléontologue Georges Cuvier.
Il suit des études secondaires au lycée Champollion de Grenoble, puis s'inscrit en Mathématiques spéciales et veut préparer l'École navale à Louis-le-Grand, comme son frère aîné Robert. Des problèmes de santé l'obligent à renoncer à ce projet. En 1915, il regagne Grenoble et effectue ses premières recherches géologiques. Sur les conseils de son père, il participe en 1921 à une expédition dans le Hoggar destinée à retrouver le très hypothétique « trésor des guerriers Garamantes », composé d’émeraudes.
En conflit avec le chef de l'expédition, il abandonne celle-ci, poursuit ses observations géologiques, et parvient, épuisé, à Tamanrasset. De retour en France, il publie un mémoire dans lequel il soutient que les Tassili du Sahara central sont de formation ancienne, et que le Sahara lui-même était occupé il y a longtemps par une mer. Il a constaté la présence de micro-organismes, dont la décomposition a dû produire dans le sous-sol saharien des réserves de pétrole et de gaz. Il se heurte à l'incrédulité générale.
Après guerre, il essaye d'intéresser les personnalités politiques à des gisements d'hydrocarbures dans le Sahara : le général de Gaulle, le général Juin, Vincent Auriol, etc. Seul le général Leclerc semble s'intéresser à son dossier (notamment les gisements d’Hassi Messaoud et du territoire libyen de Fezzan qu'il propose d’annexer au Sahara français) ; il laisse d'ailleurs une garnison de sa 2e division blindée derrière lui à chaque lieu cartographié par Kilian comme gisement potentiel.
À peine est-il à Alger que, selon Euloge Boissonnade, les émissaires de deux grandes compagnies pétrolières se présentent à son hôtel et lui offrent un pont d'or, lui proposant des moyens d'action considérables pour l'exploitation immédiate, et étalant devant ses yeux des liasses de dollars, contre la remise de ses cartes, qu'il préfère garder.
Chargé de mission par l'État-Major général de la Défense nationale, l'explorateur doit répertorier les richesses enfouies dans les sables. Selon Boissonnade, il part d'Agadès le 7 janvier 1943 et au mois de juillet surprend dans l'Aïr des étrangers exploitant une mine de tungstène, minerai rare qui est nécessaire à la fabrication des aciers spéciaux. Scandalisé, il s'emporte, menace et rédige un rapport au gouverneur général de l'Algérie, et la mine est fermée. Quelques jours plus tard, son guide est torturé puis assassiné de deux balles dans la tête et un autre tentera de l'empoisonner quelques jours plus tard. Toujours selon Boissonnade, la torture était destinée à faire avouer au guide les lieux où Kilian s'était attardé au cours de ses travaux de prospection.
Plusieurs morts suspectes auront aussi lieu sur son entourage dont Aber en 1945 et quelque temps plus tard Testard, qui se crashera, lui, dans un avion le 3 mars de cette même année 1945,, ainsi enfin que le maréchal Leclerc également le 28 novembre 1947.
Humilié, se disant traqué ou persécuté également  par les compagnies pétrolières ou les puissances étrangères et une première tentative de meurtre aura lieu durant l'hiver 1949 mais il en réchappera de justesse, une seconde réussira et Conrad Kilian sera retrouvé pendu le 30 avril 1950 à l'espagnolette d'une fenêtre de la pension de famille, qui l'hébergeait dans la rue Thiers à Grenoble. Selon Le Crapouillot, les circonstances sont assez étranges : Kilian mesurait 1,78 m, l'espagnolette était à 1,20 m du sol, son visage était tuméfié et les poignets tailladés. L'enquête conclut au suicide bien que le Secret Intelligence Service soit nommé, les services secrets britanniques ayant pu protéger les intérêts de la Shell et de l’Anglo-Persian Oil Company,.
Selon Gilles Munier, les découvertes des gisements de gaz et de pétrole sahariens à partir de 1954 puis 1957 confirment que les affirmations de Kilian étaient exactes.
Une place a été nommée en son honneur à Desaignes le 23 août 2019,.
Il est inhumé avec son père au cimetière Saint-Roch de Grenoble.

## Publications
- Conrad Kilian, Au Hoggar - Mission de 1922, Société d'édition géographique, maritime et coloniale, 1924

## Autres médias
- Le fou du désert, série télé, 1983, scénario de Jean-Michel Charlier.
- Alain Decaux, Conrad Kilian, Prophète du pétrole, émission TV Ina.fr (59 min) (), 29 mars 1980.
- « L'affaire Conrad Kilian », sur radiofrance.fr (38 min)